# Битва за Багдад (1258)
Битва за Багдад — облога і захоплення столиці Аббасидського халіфату, міста Багдад. Епізод близькосхідного походу монголів. У 1258 році монгольські війська під командуванням Хулагу і їхні союзники взяли в облогу Багдад, столицю Аббасидського халіфату (зараз Багдад — столиця Іраку).
Після захоплення Багдад був розграбований і спалений, загинуло від 100 000 до 1 000 000 жителів. Бібліотеки Багдада, включаючи Будинок Мудрості, були знищені монголами, книги кидали в річку, щоб гатити Тигр. Багдад був зруйнований і кілька століть залишався купою руїн, що означало кінець Золотої доби ісламу.